# Canthocamptus vandouwei
Canthocamptus vandouwei is een eenoogkreeftjessoort uit de familie van de Canthocamptidae. De wetenschappelijke naam van de soort is voor het eerst geldig gepubliceerd in 1914 door Kessler.